# Ruina (dějiny Ukrajiny)

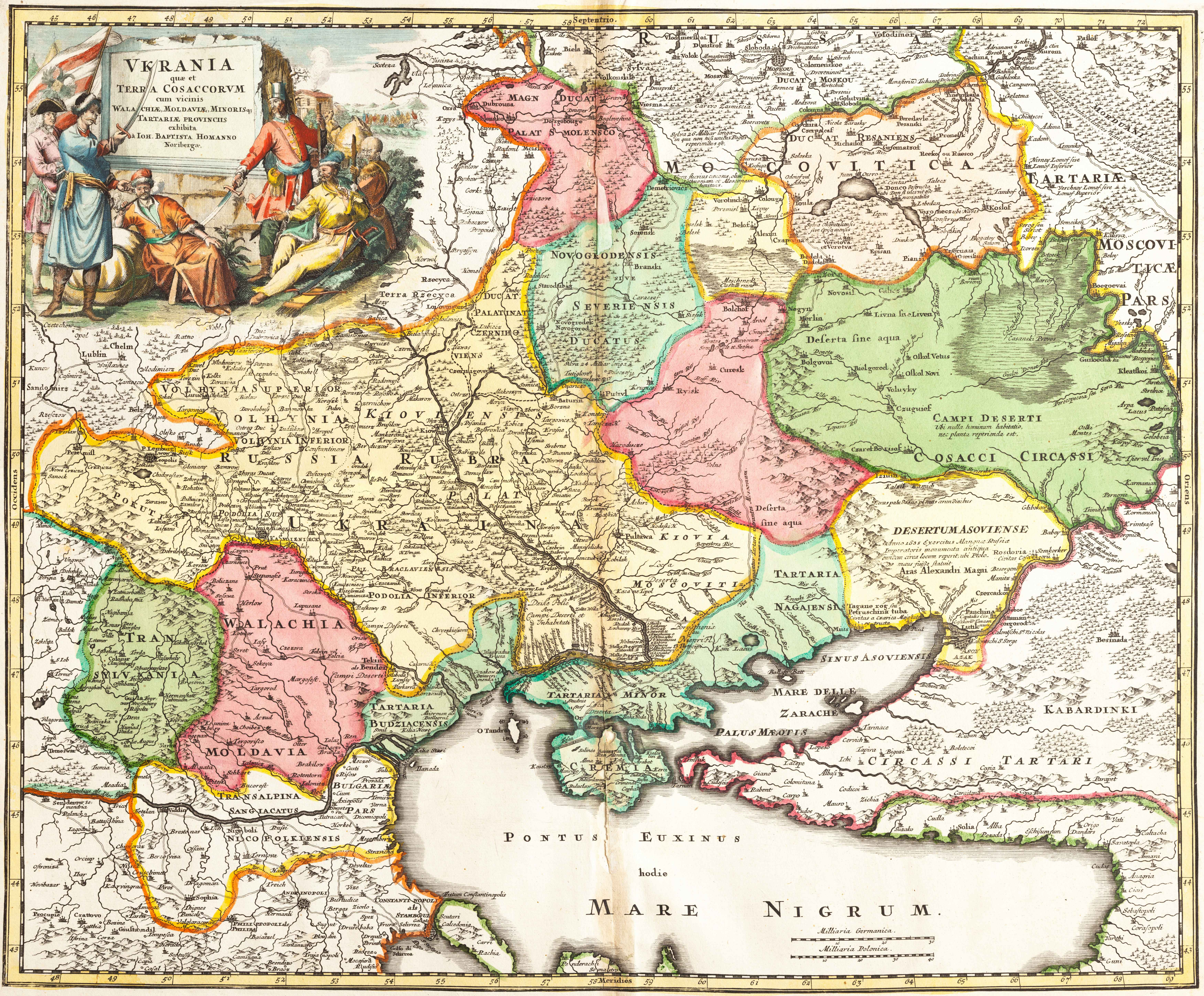
Ukrajina v době Ruiny.

Ruina (ukrajinsky: Руїна, nejlepší český překlad patrně: rozvrat) je označení pro historické období v dějinách Ukrajiny, zhruba pro druhou polovinu 17. století. Pojem zavedl kozácký kronikář Samiilo Veličko a přijala ho velká část dalších historiků. Různí autoři ho ovšem časově i místně vymezují různě. Nikolaj Kostomarov tak označoval dobu mezi lety 1663 až 1687 a spojoval pojem se třemi Moskvou dosazenými hejtmany Levobřežní Ukrajiny, na niž pojem omezoval. Borys Krupnycky zahrnul dění i na Pravobřežní Ukrajině a označil tak období 1657–1687, od smrti hejtmana Bohdana Chmelnického až do nástupu hejtmana Ivana Mazepy v roce 1687, což reflektuje i ukrajinské rčení té doby „Від Богдана до Івана не було гетьмана“ (Od Bohdana k Ivanovi nebyl žádný hejtman). Někdy se za mezník považuje Chudnivská smlouva z roku 1660. Období bylo každopádně charakterizováno nepřetržitými spory, střídáním vůdců, občanskou válkou, chaosem, rychlým střídáním zahraničních spojenců a zahraničními intervencemi sousedů Ukrajiny (Polsko-litevská unie, Rusko, Osmanská říše, Krymský chanát), konfliktem mezi chudšími a bohatšími kozáky (kteří aspirovali na pološlechtický status) a rostoucím vlivem pravoslavné církve, která se přikláněla k souvěrecké Moskvě (Ukrajinská pravoslavná církev byla v roce 1686 podřízena moskevskému patriarchátu). Jednou z příčin chaosu bylo i to, že Chmelnický, vůdce úspěšného kozáckého povstání, ač se dokázal efektivně chopit moci, nestanovil jasná pravidla nástupnictví. Jeho syn Jiří Chmelnický (1641–1685), který se ujal po otcově smrti vlády, byl mladý a nezkušený. Zjevně postrádal charisma a vůdcovské kvality svého otce. Vládu tak držel jen s obtížemi a přerušovaně (1657, 1659–1663, 1677–1681, 1685).